# Стикер-арт

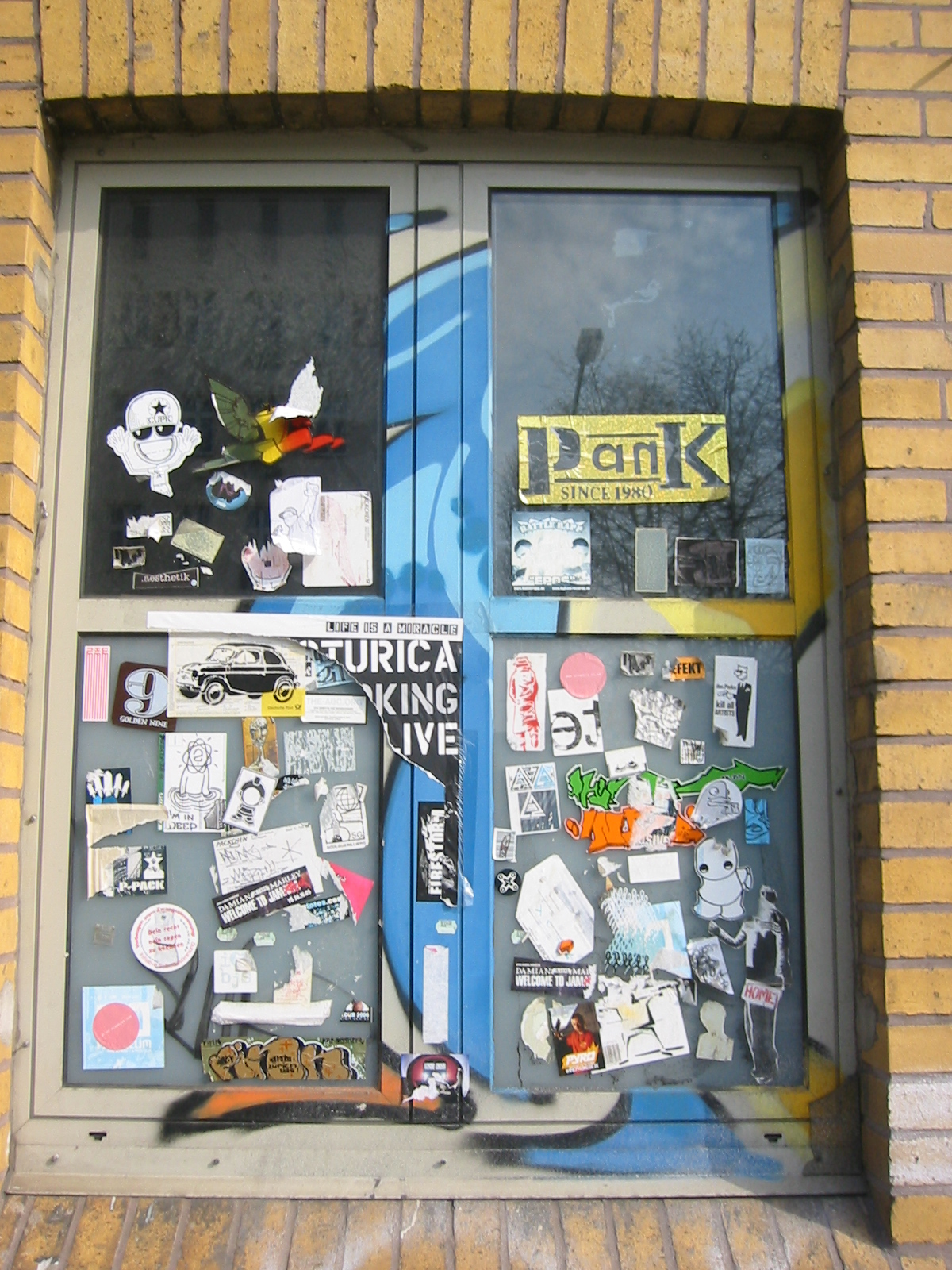
Стикеры на окне в Берлине

Стикер-арт (англ. Sticker art) — одна из форм уличного искусства, в котором изображения несут наклейки. Содержание таких наклеек может быть разнообразным, и включает многие подкатегории граффити. Стикеры начали активно распространяться с начала 2000-х годов и часто появлялись в крупных городах, например, на мусорных баках, дорожных знаках и стенах домов. Первопроходцем этого вида искусства считается Шепард Фейри.
Первым, кто использовал наклейки в качестве средства информации, были политические активисты, часто крайних левых взглядов. Плакаты и стикеры позволяли проще подходить к массам. Это происходило в начале 2000-х годов. С конца десятилетия фанаты различных футбольных клубов ведут войну за известность с помощью наклеек на улицах городов, в котором играют или тренируются спортсмены.
Используются различные типы стикеров. Более сложные из них являются результатом графической работы и печатаются компаниями, производящими рекламные стикеры. Большинство же – это дешевые или бесплатные стикеры, рассылаемые по почте. Наклейки «Hello my name is» («Привет, меня зовут»), первоначально использовавшиеся для представления на различных конференциях в США, сейчас часто используются в этом контексте.
Отношения между граффити-артом и стикер-артом узкие. Некоторые уличные художники переходят от одного к другому (например, в Париже это Zadyme, 9.10do).
Как и в граффити-арте, здесь так же существует определенная конкуренция, но в целом отношения между художниками хорошие.